# Wilfredo Tovar
Wilfredo Jose Tovar Soto (Santa Teresa del Tuy, 11 agosto 1991) è un giocatore di baseball venezuelano, interbase per i New York Mets della Major League Baseball.

## Minor League
Tovar firmò come free agent non selezionato il 12 ottobre 2007 con i New York Mets. Iniziò la sua esperienza nello stesso anno nella Venezuelan Summer League rookie con i VSL NYN, chiuse con .203 alla battuta, 11 RBI e 16 punti (statistica: run) in 49 partite. Nel 2009 con i VSL NYN giocò 12 partite chiudendo con .289 alla battuta e 2 RBI. Successivamente passò nella Gulf Coast League rookie con i GCL Mets finendo con .243 alla battuta, 14 RBI e 3 punti in 38 partite.
Nel 2010 passò nella New York-Penn League A breve stagione con i Brooklyn Cyclones, chiuse con .265 alla battuta, 6 RBI e 11 punti in 18 partite. Poi giocò nella South Atlantic League singolo A con i Savannah Sand Gnats finendo con .281 alla battuta, 17 RBI e 12 punti in 44 partite. Infine giocò nella Florida State League singolo A avanzato con i St. Lucie Mets, finendo con .246 alla battuta, 6 RBI e 14 punti in 30 partite. Nel 2011 con i Savannah Sand Gnats giocò 131 partite finendo con .251 alla battuta, 41 RBI e 70 punti in 131 partite.
Nel 2012 giocò con i St. Lucie Mets finendo con .284 alla battuta, 23 RBI e 31 punti in 65 partite. Successivamente passò nella Eastern League doppio A con i Binghamton Mets finendo con .254 alla battuta, 27 RBI e 20 punti in 57 partite. Nel 2013 con i Binghamton Mets finì con .263 alla battuta, 36 RBI e 70 punti in 133 partite.

## Major League
Il 20 settembre 2013 venne promosso in prima squadra, debuttò nella MLB il 22 settembre contro i Philadelphia Phillies. Chiuse la sua prima stagione da professionista con .200 alla battuta, 2 RBI, un punto, 5 eliminazioni di cui 4 doppie e 15 assist in 7 partite di cui 5 da titolare. Divenne free agent a stagione 2015 conclusa.
Il 15 dicembre 2015, Tovar firmò un contratto di minor league con i Minnesota Twins, giocando l'intera stagione 2016 nella Tripla-A.
Il 18 novembre 2016, Tovar firmò un contratto di minor league con i St. Louis Cardinals con incluso un invito allo spring training 2017. Rinnovò sempre con un contratto di minor league il 6 novembre 2017, diventando free agent al termine della stagione 2018. Giocò in entrambe le stagioni, esclusivamente nella Tripla-A.
Il 13 novembre 2018, Tovar firmò un contratto di minor league con i Los Angeles Angels con invito allo spring training 2019. Iniziò la stagione 2019 nella Tripla-A e venne successivamente promosso nella MLB il 7 giugno, tornando in campo il giorno stesso contro i Mariners. Il 23 agosto, Tovar venne designato per la riassegnazione e il 1º ottobre divenne nuovamente free agent.
Il 19 dicembre 2019, Tovar firmò un contratto di minor league con i Minnesota Twins. Divenne free agent al termine della stagione 2020, senza aver disputato nessuna partita, a causa della cancellazione delle stagioni di minor league. Partecipò durante la stagione al campionato invernale venezuelano.
Il 21 dicembre 2020, Tovar firmò un nuovo contratto di minor league con i New York Mets.

## Numeri di maglia indossati
- n° 70 con i New York Mets (2013).

## Premi
- Mid-Season All-Star della Florida State League (16 giugno 2012).